# Municipio de Mound Valley
El municipio de Mound Valley (en inglés: Mound Valley Township) es un municipio ubicado en el condado de Labette en el estado estadounidense de Kansas. En el año 2010 tenía una población de 835 habitantes y una densidad poblacional de 5,02 personas por km².

## Geografía
El municipio de Mound Valley se encuentra ubicado en las coordenadas 37°12′46″N 95°26′56″O / 37.21278, -95.44889. Según la Oficina del Censo de los Estados Unidos, el municipio tiene una superficie total de 166.27 km², de la cual 166,08 km² corresponden a tierra firme y (0,11 %) 0,19 km² es agua.

## Demografía
Según el censo de 2010, había 835 personas residiendo en el municipio de Mound Valley. La densidad de población era de 5,02 hab./km². De los 835 habitantes, el municipio de Mound Valley estaba compuesto por el 91,02 % blancos, el 2,75 % eran amerindios, el 0,12 % eran asiáticos, el 0,72 % eran de otras razas y el 5,39 % eran de una mezcla de razas. Del total de la población el 2,4 % eran hispanos o latinos de cualquier raza.